# Surinamesiska köket

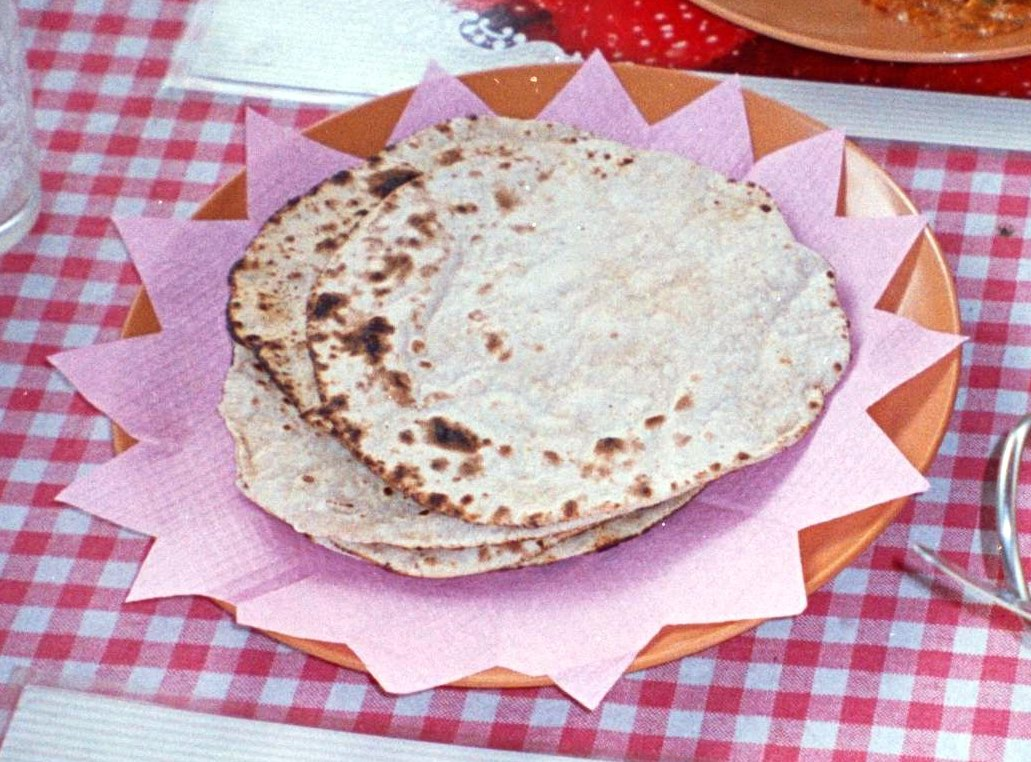
Roti

Surinamesiska köket är de matkulturer som brukas av invånarna i Surinam, och består huvudsakligen av olika grönsaker som växer i det tropiska klimatet samt de traditionella rätterna från landets olika folkgrupper. Tillsammans med de traditionella rätterna, har köket beblandats med influenser från såväl Afrika, Asien och Västvärlden på grund av landets stora etniska mångfald. Olika färska frukter som mango, papaya, apelsin, körsbär, carambola, passionsfrukt, ananas och vattenmelon odlas i mångfald, likaså grönsaker såsom maniok, kål, haricots verts, pumpor, sötpotatis, tomater och kokbananer.
Kyckling med ris är en väldigt vanlig rätt i landet, samt det indiska brödet roti. På kycklingen görs även ofta soppa, även om soppor görs på det mesta. Fisk äts mycket också.